# Ekaterine Gorgodze
Ekaterine Gorgodze (in georgiano ეკატერინე გორგოძე?; 3 dicembre 1991) è una tennista georgiana.

## Carriera
Ekaterine Gorgodze ha vinto 19 titoli in singolare e 38 titoli nel doppio nel circuito ITF in carriera. Il 23 marzo 2022 ha raggiunto il miglior piazzamento nella classifica WTA sia in singolare al 108º posto, in doppio il 15 agosto 2022 al n°43.

## Statistiche WTA

### Doppio

#### Vittorie (2)
| Legenda              |
| -------------------- |
| Grande Slam (0)      |
| Ori Olimpici (0)     |
| WTA Finals (0)       |
| WTA Elite Trophy (0) |
| Dal 2021             |
| WTA 1000 (0)         |
| WTA 500 (0)          |
| WTA 250 (2)          |

| N. | Data            | Torneo                         | Superficie  | Compagna           | Avversarie in finale                        | Punteggio        |
| 1. | 31 ottobre 2021 | Transylvania Open, Cluj-Napoca | Cemento (i) | Irina Bara         | Aleksandra Krunić Lesley Pattinama Kerkhove | 4-6, 6-1, [11-9] |
| 2. | 17 luglio 2022  | Hungarian Grand Prix, Budapest | Terra rossa | Oksana Kalašnikova | Katarzyna Piter Kimberley Zimmermann        | 1-6, 6-4, [10-6] |

#### Sconfitte (1)
| Legenda               | Legenda      |
| --------------------- | ------------ |
| Grande Slam (0)       |              |
| Argenti Olimpici (0)  |              |
| WTA Finals (0)        |              |
| WTA Elite Trophy (0)  |              |
| Dal 2009 al 2020      | Dal 2021     |
| Premier Mandatory (0) | WTA 1000 (0) |
| Premier 5 (0)         | WTA 1000 (0) |
| Premier (0)           | WTA 500 (0)  |
| International (1)     | WTA 250 (0)  |

| N. | Data           | Torneo                       | Superficie  | Compagna    | Avversarie in finale            | Punteggio   |
| 1. | 27 luglio 2019 | Palermo Ladies Open, Palermo | Terra rossa | Arantxa Rus | Cornelia Lister Renata Voráčová | 6(2)-7, 2-6 |

## Circuito WTA 125

### Doppio

#### Vittorie (4)
| N. | Data              | Torneo                       | Superficie  | Compagna   | Avversarie in finale                 | Punteggio        |
| 1. | 12 settembre 2021 | Open Karlsruhe, Karlsruhe    | Terra rossa | Irina Bara | Katarzyna Piter Mayar Sherif         | 6-3, 2-6, [10-7] |
| 2. | 7 novembre 2021   | Argentina Open, Buenos Aires | Terra rossa | Irina Bara | María Carlé Despoina Papamichaīl     | 5-7, 7-5, [10-4] |
| 3. | 20 novembre 2021  | Montevideo Open, Montevideo  | Terra rossa | Irina Bara | Carolina Alves Marina Bassols Ribera | 6-4, 6-3         |
| 4. | 2 aprile 2022     | Andalucía Open, Marbella     | Terra rossa | Irina Bara | Vivian Heisen Katarzyna Kawa         | 6-4, 3-6, [10-6] |

#### Sconfitte (2)
| N. | Data           | Torneo                        | Superficie  | Compagna          | Avversarie in finale          | Punteggio        |
| 1. | 12 giugno 2021 | Bol Open, Bol                 | Terra rossa | Tereza Mihalíková | Aliona Bolsova Katarzyna Kawa | 1-6, 6-4, [6-10] |
| 2. | 19 luglio 2025 | Antico Tiro a Volo Open, Roma | Terra rossa | Darja Semeņistaja | Cho I-hsuan Cho Yi-tsen       | 6-4, 4-6, [6-10] |

## Statistiche ITF

### Singolare

#### Vittorie (19)
| Torneo $100.000 (0) |
| Torneo $80.000 (1)  |
| Torneo $75.000 (0)  |
| Torneo $60.000 (2)  |
| Torneo $50.000 (0)  |
| Torneo $40.000 (1)  |
| Torneo $25.000 (3)  |
| Torneo $15.000 (4)  |
| Torneo $10.000 (8)  |

| N.  | Data              | Torneo                                          | Superficie  | Avversaria in finale    | Punteggio        |
| 1.  | 31 gennaio 2011   | Torneo Mallorca, Maiorca                        | Terra rossa | Sofija Kovalec          | 6–4, 6–2         |
| 2.  | 28 marzo 2011     | GD Tennis Cup, Adalia                           | Terra rossa | Isabella Šinikova       | 6–1, 6–3         |
| 3.  | 27 agosto 2012    | Rotterdam Open, Rotterdam                       | Terra rossa | Lesley Kerkhove         | 7–6(5), 2–6, 6–4 |
| 4.  | 18 novembre 2013  | GD Tennis Cup, Adalia                           | Terra rossa | Diana Buzean            | 4–6, 6–1, 6–4    |
| 5.  | 14 settembre 2015 | Telavi Open, Telavi                             | Terra rossa | Ani Amiraghyan          | 5–7, 6–2, 6–2    |
| 6.  | 16 novembre 2015  | GD Tennis Cup, Adalia                           | Terra rossa | Elena Rybakina          | 7–5, 6(3)–7, 6–3 |
| 7.  | 21 dicembre 2015  | GD Tennis Cup, Adalia                           | Terra rossa | Ayla Aksu               | 6–4, 6–2         |
| 8.  | 17 gennaio 2016   | GD Tennis Cup, Adalia                           | Terra rossa | Viktorija Tomova        | 6–4, 6–0         |
| 9.  | 9 luglio 2017     | ITF Women's Circuit Istanbul, Istanbul          | Terra rossa | Sanaz Marand            | 6–2, 6–1         |
| 10. | 16 luglio 2017    | Telavi Open, Telavi                             | Terra rossa | Margaux Bovy            | 6–2, 6–0         |
| 11. | 6 agosto 2017     | ITF Women's Circuit Istanbul, Istanbul          | Terra rossa | Gabriela Mihajlova      | 6–3, 6–1         |
| 12. | 2 dicembre 2017   | Open de Ciudad Castellón, Castellón de la Plana | Terra rossa | Estrella Cabeza Candela | 6–0, 3–6, 6–1    |
| 13. | 5 maggio 2018     | Tbilisi Open, Tbilisi                           | Cemento     | Lesley Kerkhove         | 6–4, 6–4         |
| 14. | 22 luglio 2018    | President's Cup, Astana                         | Cemento     | Sabina Sharipova        | 6–4, 6-1         |
| 15. | 12 agosto 2018    | Hechingen Ladies Open, Hechingen                | Terra rossa | Laura Siegemund         | 6-2, 6-1         |
| 16. | 14 settembre 2019 | Frýdek Místek Open Cup, Frýdek-Místek           | Terra rossa | Katharina Gerlach       | 6-1, 7-6(6)      |
| 17. | 1º agosto 2021    | Kozerki Open, Grodzisk Mazowiecki               | Terra rossa | Chloé Paquet            | 7-6(7), 0-6, 6-4 |
| 18. | 21 maggio 2023    | Ambassadori Tennis Open, Cachezia               | Cemento     | Anna Brogan             | 6-2, 6-2         |
| 19. | 5 maggio 2025     | Lopota Tennis Open, Lopota                      | Cemento     | Linda Klimovičová       | 6-4, 7-5         |

#### Sconfitte (18)
| Torneo $100.000 (0) |
| Torneo $80.000 (0)  |
| Torneo $75.000 (0)  |
| Torneo $60.000 (3)  |
| Torneo $50.000 (0)  |
| Torneo $40.000 (1)  |
| Torneo $25.000 (1)  |
| Torneo $15.000 (0)  |
| Torneo $10.000 (13) |

| N.  | Data              | Torneo                                       | Superficie  | Avversaria in finale | Punteggio           |
| 1.  | 17 settembre 2006 | Tbilisi Open, Tbilisi                        | Cemento     | Varvara Galanina     | 3–6, 4–6            |
| 2.  | 14 giugno 2008    | ITF Women's Circuit Istanbul, Istanbul       | Cemento     | Pemra Özgen          | 4-6, 6(1)-7         |
| 3.  | 12 ottobre 2008   | Womens Futures Real Club de Polo, Barcellona | Terra rossa | Samantha Schoeffel   | 2–6, 1–6            |
| 4.  | 11 aprile 2010    | Palmera Beach Resort, Ain Elsokhna-Suiz      | Terra rossa | Marta Sirotkina      | 3-6, 1-6            |
| 5.  | 1º maggio 2011    | GD Tennis Cup, Adalia                        | Cemento     | Jana Bučina          | 3–6, 4–6            |
| 6.  | 27 ottobre 2013   | GD Tennis Academy, Adalia                    | Terra rossa | Anastasija Rudakova  | 1–6, 0–6            |
| 7.  | 17 novembre 2013  | Tennis Organisation, Adalia                  | Terra rossa | Ana Bogdan           | 6(5)-7, 6(5)-7      |
| 8.  | 2 marzo 2014      | GD Tennis Academy, Adalia                    | Terra rossa | Sofia Kvacabaia      | 6–2, 0–6, 4–6       |
| 9.  | 24 novembre 2014  | GD Tennis Academy, Adalia                    | Terra rossa | Réka Luca Jani       | 4-6, 0-6            |
| 10. | 1º febbraio 2015  | Tennis Organisation, Antalya                 | Terra rossa | Iva Mekoveć          | 4-6, 3-6            |
| 11. | 17 ottobre 2015   | Shymkent Women's, Şımkent                    | Terra rossa | Kamila Kerimbajeva   | 2-6, 2-6            |
| 12. | 13 dicembre 2015  | Tennis Organisation, Antalya                 | Terra rossa | Elena-Gabriela Ruse  | 6-1, 6(3)-7, 2-6    |
| 13. | 24 gennaio 2016   | GD Tennis Cup, Adalia                        | Terra rossa | Lina Ǵorčeska        | 6–1, 3–6, 2–6       |
| 14. | 19 giugno 2016    | Braunschweig Women's Open, Braunschweig      | Terra rossa | Nina Stojanović      | 4-6, 3-6            |
| 15. | 17 aprile 2022    | Bellinzona Ladies Open, Bellinzona           | Terra rossa | Raluca Șerban        | 3-6, 0-6            |
| 16. | 8 maggio 2022     | I. ČLTK Prague Open, Praga                   | Terra rossa | Maja Chwalińska      | 5-7, 3-6            |
| 17. | 20 aprile 2025    | Koper Open, Capodistria                      | Terra rossa | Julia Grabher        | 2-6, 2-6            |
| 18. | 10 maggio 2025    | Lopota Tennis Open, Lopota                   | Cemento     | Carol Young Suh Lee  | 6(7)-7, 7–6(3), 6–4 |

### Doppio

#### Vittorie (38)
| Torneo $100.000 (1) |
| Torneo $80.000 (1)  |
| Torneo $75.000 (0)  |
| Torneo $60.000 (4)  |
| Torneo $50.000 (1)  |
| Torneo $40.000 (6)  |
| Torneo $25.000 (12) |
| Torneo $15.000 (3)  |
| Torneo $10.000 (10) |

| N.  | Data              | Torneo                                                       | Superficie      | Partner               | Rivali in finale                           | Risultato           |
| 1.  | 25 aprile 2011    | GD Tennis Cup, Adalia                                        | Terra rossa     | Laura-Ioana Andrei    | Aleksandra Romanova Marija Žarkova         | 6–1, 7–5            |
| 2.  | 6 febbraio 2012   | Women's Childhelp Desert Classic, Rancho Mirage              | Cemento         | Sofia Šapatava        | Valerija Solov'ëva Lenka Wienerová         | 6–2, 3–6, [10–6]    |
| 3.  | 13 marzo 2012     | Sheriff Jim Coats Clearwater Women's Open, Clearwater        | Cemento         | Al'ona Sotnikova      | Naomi Broady Heather Watson                | 6–3, 6–2            |
| 4.  | 28 maggio 2012    | Torneo Internazionale Femminile Città di Grado, Grado        | Terra rossa     | Margalita Čachnašvili | Claudia Giovine Anastasia Grymalska        | 7–6(2), 7–6(1)      |
| 5.  | 13 agosto 2012    | WSH Open, Ratingen                                           | Terra rossa     | Sofia Kvacabaia       | Kim Grajdek Sylwia Zagórska                | 6–3, 6–4            |
| 6.  | 20 agosto 2012    | Twents Open, Enschede                                        | Terra rossa     | Sofia Kvacabaia       | Kim Kilsdonk Nicolette van Uitert          | 6–4, 1–6, [10–6]    |
| 7.  | 17 marzo 2014     | GD Tennis Cup, Adalia                                        | Cemento         | Sofia Kvacabaia       | Natalija Kostić Chantal Škamlová           | 4–6, 6–1, [10–8]    |
| 8.  | 17 novembre 2014  | GD Tennis Cup, Adalia                                        | Terra rossa     | Al'ona Fomina         | Natalija Kostić Chantal Škamlová           | w/o                 |
| 9.  | 24 novembre 2014  | GD Tennis Cup, Adalia                                        | Terra rossa     | Sofia Kvacabaia       | Réka Luca Jani Julia Stamatova             | 7–6(3), 7–6(7)      |
| 10. | 15 dicembre 2014  | Ankara Cup, Ankara                                           | Cemento (i)     | Nastja Kolar          | Ol'eksandra Korašvili Elica Kostova        | 6–4, 7–6(5)         |
| 11. | 26 gennaio 2015   | GD Tennis Cup, Adalia                                        | Terra rossa     | Sofia Kvacabaia       | Agata Barańska Victoria Muntean            | 6–2, 6–2            |
| 12. | 9 febbraio 2015   | GD Tennis Cup, Adalia                                        | Terra rossa     | Victoria Kan          | Cornelia Lister Al'ona Sotnikova           | 6–1, 6–0            |
| 13. | 16 marzo 2015     | Open de Ciudad Seville, Siviglia                             | Terra rossa     | Victoria Kan          | Sandra Klemenschits Dinah Pfizenmaier      | 6–3, 6–2            |
| 14. | 18 maggio 2015    | Internazionali Femminili di Tennis Città di Caserta, Caserta | Terra rossa     | Sofia Šapatava        | Alice Matteucci İpek Soylu                 | 6–0, 7–6(6)         |
| 15. | 25 maggio 2015    | Infond Open, Maribor                                         | Terra rossa     | Nastja Kolar          | Petra Krejsová Kateřina Vanková            | 6–2, 6–4            |
| 16. | 29 giugno 2015    | Bella Cup, Toruń                                             | Terra rossa     | Sofia Šapatava        | Magdalena Fręch Katharina Lehnert          | 6–4, 6–4            |
| 17. | 21 settembre 2015 | UTF Cup, Buča                                                | Terra rossa     | Sofia Šapatava        | Ol'ha Iančuk Anastasyja Vasyl'eva          | 7–5, 6–2            |
| 18. | 5 ottobre 2015    | Shymkent Open, Şımkent                                       | Terra rossa     | Sofia Kvacabaia       | Albina Khabibulina Polina Merenkova        | 7–5, 3–6, [10–6]    |
| 19. | 12 ottobre 2015   | Shymkent Open, Şımkent                                       | Terra rossa     | Sofia Kvacabaia       | Kamila Kerimbajeva Margarita Lazarëva      | 7–5, 6–2            |
|     | 16 luglio 2016    | Bursa Cup, Bursa                                             | Terra rossa     | Sofia Šapatava        | Akgul Amanmuradova Natela Dzalamidze       | N.D.                |
| 20. | 26 febbraio 2017  | GD Tennis Cup, Adalia                                        | Terra rossa     | Ayla Aksu             | Başak Eraydın Karin Kennel                 | 6–3, 6–1            |
| 21. | 7 luglio 2017     | ITF Women's Circuit Istanbul, Istanbul                       | Terra rossa     | Mariam Bolkvadze      | Petia Aršinkova İpek Öz                    | 6–1, 6–3            |
| 22. | 18 febbraio 2018  | GD Tennis Cup, Adalia                                        | Cemento         | Dea Herdželaš         | Martina Caregaro Federica Di Sarra         | 6–2, 6–4            |
| 23. | 17 marzo 2018     | Forte Village International Tournament, Pula                 | Terra rossa     | Sofia Šapatava        | Katharina Gerlach Lena Rüffer              | 6–4, 7–6(5)         |
| 24. | 22 giugno 2018    | ITF Women's Open Klosters, Klosters                          | Terra rossa     | Akgul Amanmuradova    | Lucie Hradecká Yuki Naito                  | 6–2, 6–3            |
| 25. | 22 settembre 2019 | Open GDF SUEZ de Bretagne, Saint-Malo                        | Terra rossa     | Maryna Zanevs'ka      | Aliona Bolsova Tereza Mrdeža               | 6(8)-7, 7-5, [10-8] |
| 26. | 2 novembre 2019   | Open GDF SUEZ Nantes Atlantique, Nantes                      | Cemento (i)     | Akgul Amanmuradova    | Vivian Heisen Jana Sizikova                | 7-6(2), 6-3         |
| 27. | 12 dicembre 2020  | Al Habtoor Tennis Challenge, Dubai                           | Cemento         | Ankita Raina          | Aliona Bolsova Kaja Juvan                  | 6–4, 3–6, [10–6]    |
| 28. | 10 aprile 2021    | Bellinzona Ladies Open, Bellinzona                           | Terra rossa     | Anna Danilina         | Rebecca Marino Yuki Naito                  | 7-5, 6-3            |
| 29. | 19 settembre 2021 | Open Internacional de Valencia, Valencia                     | Terra rossa     | Ysaline Bonaventure   | Ángela Fita Boluda Oksana Selechmet'eva    | 6-2, 2-6, [10-6]    |
| 30. | 11 febbraio 2023  | Federaçáo Portuguesa de Ténis, Porto                         | Cemento (i)     | Leyre Romero Gormaz   | Matilde Jorge Tara Würth                   | 6-4, 2-6, [11-9]    |
| 31. | 5 maggio 2023     | Tbilisi Open, Tbilisi                                        | Cemento         | Ankita Raina          | Anastasija Zacharova Anastasija Zolotarëva | 4-6, 6-2, [10-6]    |
| 32. | 3 giugno 2023     | BTC City Open Otocec, Otočec                                 | Terra rossa     | Elvina Kalieva        | Kayla Cross Sofia Sewing                   | 6-2, 6-3            |
| 33. | 19 agosto 2023    | Wroclaw Open, Breslavia                                      | Terra rossa     | Dalila Jakupovič      | Weronika Ewald Daria Kuczer                | 6-4, 4-6, [10-7]    |
| 34. | 30 settembre 2023 | ForteVillage ITF Trophy, Pula                                | Terra rossa     | Katharina Hobgarski   | Yvonne Cavallé Reimers Aurora Zantedeschi  | 6-2, 6-4            |
| 35. | 25 maggio 2024    | Krka Open Otocec, Otočec                                     | Terra rossa     | Valerija Strachova    | Maya Joint Rasheeda McAdoo                 | 3-6, 6-4, [10-5]    |
| 36. | 31 maggio 2024    | Krka Open Otocec, Otočec                                     | Terra rossa     | Valerija Strachova    | Anastasija Gur'eva Anastasija Kovaleva     | 4-6, 6-2, [10-4]    |
| 37. | 10 agosto 2024    | Leipzig Open, Lipsia                                         | Terra rossa     | Katharina Hobgarski   | Denisa Hindová Julie Štruplová             | 6-2, 3-6, [10-8]    |
| 38. | 15 marzo 2025     | Székesfehérvár Open, Székesfehérvár                          | Terra rossa (i) | Irina Bara            | Luca Udvardy Panna Udvardy                 | 6(7)-7, 6-3, [10-3] |

#### Sconfitte (19)
| Torneo $100.000 (0) |
| Torneo $80.000 (2)  |
| Torneo $75.000 (0)  |
| Torneo $60.000 (2)  |
| Torneo $50.000 (1)  |
| Torneo $40.000 (1)  |
| Torneo $25.000 (5)  |
| Torneo $15.000 (1)  |
| Torneo $10.000 (7)  |

| N.  | Data              | Torneo                                                       | Superficie  | Partner             | Rivali in finale                       | Risultato              |
| 1.  | 2 ottobre 2011    | Telavi Open, Telavi                                          | Terra rossa | Anastasia Grymalska | Elena Bogdan Mihaela Buzărnescu        | 6-1, 1-6, [3-10]       |
| 2.  | 29 dicembre 2012  | ITF Women's Circuit Istanbul, Istanbul                       | Cemento (i) | Sofia Kvacabaia     | Lidzija Marozava Ekaterina Jašina      | 3–6, 2–6               |
| 3.  | 16 febbraio 2013  | GD Tennis Academy, Adalia                                    | Terra rossa | Sofia Kvacabaia     | Teodora Mirčić Raluca Elena Platon     | 6–1, 5–4, rit.         |
| 4.  | 2 novembre 2013   | GD Tennis Academy, Adalia                                    | Terra rossa | Pia König           | Diana Buzean Raluca Elena Platon       | 6–3, 3–6, [5–10]       |
| 5.  | 24 maggio 2014    | Internazionali Femminili di Tennis Città di Caserta, Caserta | Terra rossa | Sofia Kvacabaia     | Samantha Harris Sally Peers            | 3–6, 6(6)–7            |
| 6.  | 6 dicembre 2014   | GD Tennis Academy, Antalya                                   | Terra rossa | Nastja Kolar        | Sofia Kvacabaia Chantal Škamlová       | w/o                    |
| 7.  | 24 gennaio 2015   | GD Tennis Cup, Adalia                                        | Terra rossa | Sofia Kvacabaia     | Melis Sezer Chanel Simmonds            | 4–6, 6–4, [4–10]       |
| 8.  | 22 giugno 2015    | Helsingborg Ladies Open, Helsingborg                         | Terra rossa | Cornelia Lister     | Pemra Özgen Bernarda Pera              | 2-6, 0-6               |
| 9.  | 16 gennaio 2016   | GD Tennis Cup, Adalia                                        | Terra rossa | Sofia Kvacabaia     | Ágnes Bukta Julia Grabher              | 6–1, 4–6, [9–11]       |
| 10. | 12 maggio 2017    | SMA Cup Sant'Elia, Roma                                      | Terra rossa | Melanie Stokke      | Eri Hozumi Miyu Katō                   | 1-6, 4-6               |
| 11. | 16 luglio 2017    | Telavi Open, Telavi                                          | Terra rossa | Mariam Bolkvadze    | Polina Pechova Marija Solnjškina       | 2–6, 6–1, [7–10]       |
| 12. | 21 luglio 2018    | President's Cup, Astana                                      | Cemento     | Akgul Amanmuradova  | Berfu Cengiz Anna Danilina             | 6–3, 3–6, [7–10]       |
| 13. | 23 marzo 2019     | Circuito Feminino Future de Tênis, Curitiba                  | Terra rossa | Daniela Seguel      | Paula Cristina Gonçalves Luisa Stefani | 7-6(3), 6(0)-7, [2-10] |
| 14. | 1º febbraio 2020  | Open GDF SUEZ 42, Andrézieux-Bouthéon                        | Cemento (i) | Raluca Șerban       | Jaqueline Cristian Elena-Gabriela Ruse | 6(6)-7, 7-6(4), [8-10] |
| 15. | 24 settembre 2021 | Open Ciudad de Valencia, Valencia                            | Terra rossa | Laura Pigossi       | Aliona Bolsova Andrea Gámiz            | 3-6, 4-6               |
| 16. | 18 marzo 2023     | Ponent Mar Open, Palma Nova                                  | Terra rossa | Iryna Šymanovič     | Francisca Jorge Matilde Jorge          | 1-6, 6-3, [8-10]       |
| 17. | 25 marzo 2023     | Ponent Mar Open, Palma Nova                                  | Terra rossa | Iryna Šymanovič     | Francisca Jorge Matilde Jorge          | 6-2, 3-6, [8-10]       |
| 18. | 6 agosto 2023     | Hechingen Ladies Open, Hechingen                             | Terra rossa | Katharina Hobgarski | Alëna Fomina-Klotz Lina Ǵorčeska       | 2-6, 4-6               |
| 19. | 6 settembre 2024  | Naparis Trophy, Slobozia                                     | Terra rossa | Irina Bara          | Briana Szabó Patricia Maria Țig        | 4-6, 5-7               |